# アルメニアサッカー連盟
アルメニアサッカー連盟（アルメニアサッカーれんめい、アルメニア語: Հայաստանի ֆուտբոլի ֆեդերացիա, 英語: Football Federation of Armenia）は、アルメニアにおけるサッカーを統括する競技運営団体。国際サッカー連盟（FIFA）と欧州サッカー連盟（UEFA）に加盟している。